# Partage d'un triangle en sept
En géométrie plane, un triangle ABC peut être partagé en sept triangles de même aire.

## Construction

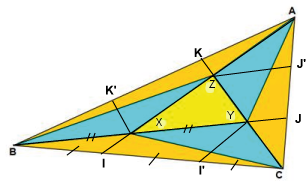
Les sept triangles colorés ont la même aire.

Une méthode consiste à construire trois "tritianes" (parmi les six tritianes possibles), droites issues d'un sommet et coupant le côté opposé en son tiers.
Ici nous prenons les trois droites {\displaystyle (AI),(BJ),(CK)} où {\displaystyle {\vec {BI}}={1 \over 3}{\vec {BC}}}, etc...
Ces trois tritianes découpent un triangle XYZ entouré de six triangles AKZ, AZY, AYC, etc. qui ont la même aire que lui, ce qui fournit bien un partage en sept triangles de même aire.
Le triangle XYZ a donc une aire égale à un septième de celle de ABC.

## Démonstration
La première étape consiste à démontrer que X,Y,Z sont les milieux respectifs de {\displaystyle [BY],[CZ],[AX]}.
On en déduit que les triangles bleus ont même aire que le triangle central (hauteur commune et base de même longueur). Ensuite, cette même propriété de milieu montre que chaque triangle bleu a même aire que le triangle jaune adjacent, d'où l'égalité de toutes les aires.

## Remarques
- Le fait que le triangle central ait une aire égale au septième du grand triangle peut se déduire du théorème de Routh. Avec les notations utilisées dans le lien précédent, {\displaystyle S_{XYZ}=S_{ABC}\times {\dfrac {(xyz-1)^{2}}{(xz+x+1)(yx+y+1)(zy+z+1)}}} avec {\displaystyle x=y=z=2}, soit {\displaystyle S_{XYZ}=S_{ABC}\times {\dfrac {1}{7}}}.
- Grâce à la propriété des milieux ci-dessus, la figure se construit très facilement, par "dédoublement", en partant du triangle XYZ.
- Partager un triangle en six triangles de même aire se fait classiquement à partir des médianes.

## Historique
Cette construction géométrique et ce calcul d'aire, dans le cas particulier du triangle équilatéral figurent dans le manuel de géométrie euclidienne de Robert Potts publié en 1859  .
Selon Cook et Wood (2004), ce triangle central a intrigué Richard Feynman lors d'une conversation au cours d'un dîner ; ils ont alors publié quatre preuves différentes de la propriété du septième de l'aire dans .

## Généralisation

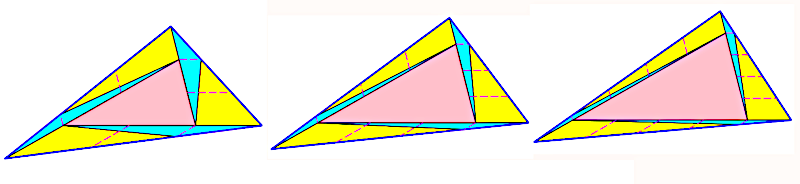
L'aire du triangle rose est n fois l'aire d'un jaune (même hauteur et rapport des bases) et l'aire d'un triangle jaune est n fois celle d'un bleu.

Si on transforme un triangle en prolongeant chaque coté d'une fraction f de ce coté, en tournant dans un sens donné, le rapport des aires du grand triangle au petit ne dépend pas du triangle mais de f seulement. Ce rapport est égal à {\displaystyle r=1+3f+3f^{2}}, qui est bien égal à 7 pour {\displaystyle f=1}.
Si on prend un entier {\displaystyle n} et {\displaystyle f=1/n}, la propriété se voit sur le dessin :